# Клемансо, Жорж
Жорж Банжаме́н Клемансо́ (фр. Georges Benjamin Clemenceau; 28 сентября 1841, Муйрон-ан-Паре, департамент Вандея — 24 ноября 1929, Париж) — французский политический и государственный деятель, журналист, премьер-министр Франции. Член Французской академии (1918; отказался от церемонии принятия). За жёсткий характер и непримиримость к политическим противникам получил прозвище «Le Tigre» («Тигр»).

## Биография
Жорж Клемансо родился в Вандее, в семье потомственного непрактиковавшего врача-бизнесмена и землевладельца Банжамена Клемансо и Софии, урождённой Готро, происходившей из семьи гугенотов. Отец был местным политическим активистом и дважды, в 1851 и 1858 годах, подвергался арестам. Он привил сыну любовь к учёбе, радикальные политические взгляды и ненависть к католицизму. По наставлению отца Клемансо изучал медицину в Нанте и Париже. Здесь, на почве оппозиционного движения против Второй империи, у Клемансо впервые зародился горячий интерес к политическим вопросам. Он принял деятельное участие в волнениях университетской молодёжи и вследствие этого вынужден был оставить свои занятия в Парижской медицинской школе. Предприняв путешествие в Америку, он пробыл там около четырёх лет, в течение которых окрепли его демократически-республиканские идеи. «Америка — единственная страна, перешедшая из стадии варварства прямо в стадию дегенерации, минуя стадию цивилизации» — итог этого путешествия. Вернувшись в Париж в 1869 году, он всё же получил степень доктора медицины, занялся врачебной практикой, поселился в центре рабочего квартала Монмартр и вскоре завоевал себе широкую популярность.

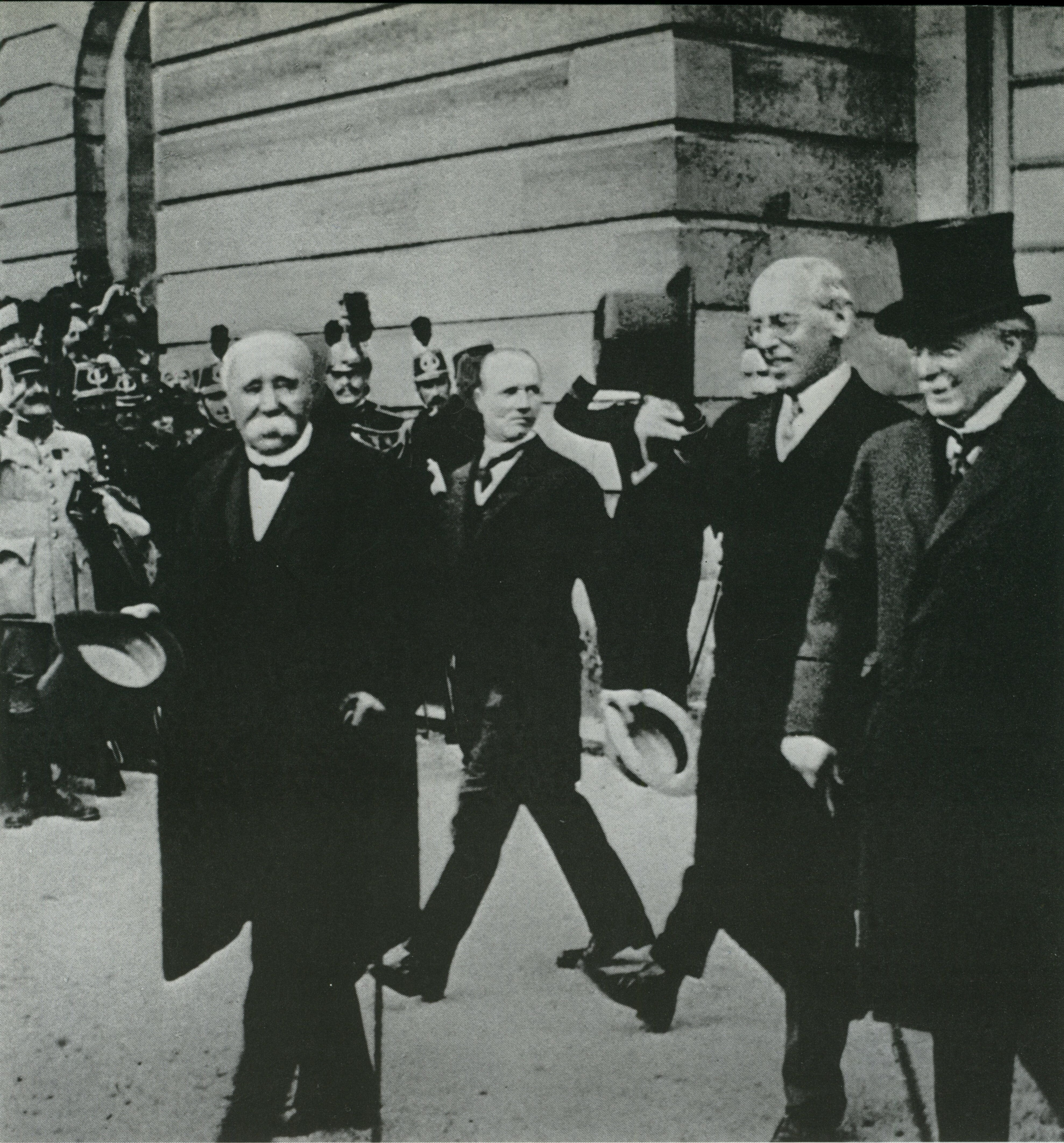
Подписавшиеся стороны Версальского мира. Клемансо, Вильсон, Ллойд Джорж (Париж, 1919 год)

После революции 4 сентября 1870 года он был мэром XVIII (Монмартрского) округа, а 8 февраля 1871 года избран был одним из 43 представителей Парижа в национальное собрание, где занял место в группе крайней левой. Сохранив за собой должность мэра, Клемансо старался путём взаимных уступок достигнуть соглашения между центральным комитетом национальной гвардии и правительством. Усилия эти не удались, крайние элементы получили преобладание, и на новых муниципальных выборах (26 марта 1871 года) Клемансо не был избран, причём счёл нужным сложить с себя и депутатское звание. На новых выборах, имевших место (в июле) после подавления Парижской коммуны, Клемансо был избран членом муниципального совета; позже был его вице-президентом и президентом.
На выборах в палату депутатов, в феврале 1876 года, Клемансо был избран депутатом от того же XVIII округа Парижа. Он присоединился к крайне левым, и его энергия и язвительное красноречие быстро сделали его лидером радикальной секции. В 1877 году, после кризиса 16 мая 1877 года, он был одним из республиканского большинства, осудившего министерство герцога де Бройльи. Клемансо возглавил сопротивление антиреспубликанской политике, проявлением которой стал инцидент 16 мая. В 1879 году его требование предъявить обвинение министерству Бройля принесло ему известность.
С 1876 по 1880 год Клемансо был одним из главных защитников всеобщей амнистии тысяч коммунаров, членов и сторонников революционного правительства Парижской коммуны 1871 года, которые были депортированы в Новую Каледонию. Наряду с другими радикалами и деятелями, такими как поэт и тогдашний сенатор Виктор Гюго, а также растущим числом республиканцев, он поддержал несколько неудачных предложений. Наконец, 11 июля 1880 года была принята всеобщая амнистия. «Примирение», предусмотренное Клемансо, может начаться, когда остальные депортированные коммунары вернутся во Францию, включая его подругу Луизу Мишель.
На выборах в октябре 1877 года Клемансо снова был избран депутатом огромным большинством 18620 голосов из 18820, а по открытии заседаний палаты вошёл в состав «комитета восемнадцати», образованного для борьбы против попыток монархической реставрации.

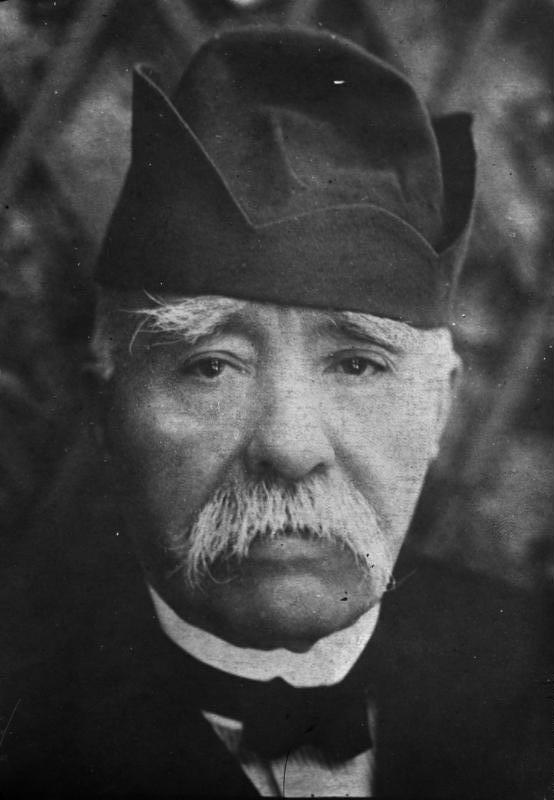
Клемансо в 1929 году

С отставкой президента-монархиста Мак-Магона опасность, угрожавшая республике, миновала, и разногласие в среде республиканцев обострилось. Клемансо образовал радикальную группу, которая поставила своей задачей борьбу с «оппортунистами», не находившими нужным идти навстречу многим запросам демократии и, в частности, социальным реформам. В 1880 году он основал свою газету La Justice, которая стала главным органом парижского радикализма. С этого времени, на протяжении всего президентства Жюля Греви (1879-1887), он стал широко известен как политический критик и разрушитель министерств (le Tombeur de ministères), который сам избегал вступления в должность. Возглавляя крайне левых в Палате депутатов, он был активным противником колониальной политики премьер-министра Жюля Ферри, против которой он выступал по моральным соображениям, а также как форма отвлечения внимания от более важной цели «Мести Германии» за аннексию Эльзаса и Лотарингии после франко-прусской войны. В 1885 году его критика ведения китайско-французской войны сильно способствовала падению кабинета Ферри.
Во время парламентских выборов во Франции 1885 года он выступал за сильную радикальную программу и был возвращён как на своё старое место в Париже, так и в Вар, округ Драгиньян. Он решил представлять последнего в Палате депутатов. Отказавшись сформировать министерство взамен свергнутого им, он поддержал правых в сохранении премьер-министра Шарля де Фрейсине у власти в 1886 году и был ответственен за включение Жоржа Эрнеста Буланже в кабинет Фрейсине в качестве военного министра. Когда генерал Буланже проявил себя амбициозным претендентом, Клемансо отказался от своей поддержки и стал решительным противником разнородного буланжистского движения, хотя радикальная пресса продолжала покровительствовать генералу. Он нападал на господствующую партию и за недостаточно решительную политику по отношению к клерикализму, и за увлечение колониальной политикой. Отличаясь, как оратор, логичностью, энергией и нервностью, Клемансо завоевал себе репутацию «сокрушителя министерств». Особенно выдающуюся роль он играл при падении кабинетов Гамбетты (в январе 1882 г.) и Ферри (в марте 1885 г.), а также при избрании Карно президентом республики (в декабре 1887 г.) и в эпоху борьбы с буланжизмом, который нашёл в Клемансо энергичного врага, как только выяснилось, что это — движение к цезаризму и против республики.
Своим разоблачением скандала с Вильсоном и своими личными откровенностями Клемансо во многом способствовал отставке Жюля Греви с поста президента Франции в 1887 году. Он отклонил просьбу Греви сформировать кабинет министров после падения кабинета Мориса Рувье, посоветовав своим последователям не голосовать ни за Шарля Флоке, ни за Жюля Ферри, ни за Шарля де Фрейсине, Клемансо был в первую очередь ответственен за избрание президентом «аутсайдера», Мари Франсуа Сади Карно.
Раскол в Радикальной партии из-за буланжизма ослабил его, и ее крах означал, что умеренные республиканцы не нуждались в его помощи.
Отличаясь по преимуществу отрицательным характером, политическая деятельность Клемансо имела и положительные результаты: своей критикой Клемансо не раз приводил умеренных республиканцев к сознанию необходимости расширить свою программу и немало способствовал осуществлению тех реформ, какие проведены были в 80-х и начале 90-х гг.
В конце 1892 года, в разгар панамских разоблачений, на Клемансо пало обвинение в подозрительных отношениях с одним из главных героев «Панамы», Корнелием Герцем; это в сильной степени подорвало его репутацию, и на выборах 1893 г. Клемансо был забаллотирован. В ответ на обвинения в коррупции, выдвинутые политиком-националистом Полем Деруледом, Клемансо дрался с ним на дуэли 23 декабря 1892 года. Было произведено шесть выстрелов, но ни один из участников не пострадал.
Клемансо оставался ведущим выразителем французского радикализма, но его враждебность к франко-российскому альянсу настолько усилила его непопулярность, что на парламентских выборах во Франции 1893 года он потерпел поражение в борьбе за своё место в Палате депутатов после того, как занимал его непрерывно с 1876 года. Клемансо считал соглашение 1891 гг., информация о котором держалась в секрете и была предметом спекуляций, недостаточно конкретизировано. С точки зрения французов, было подписано нечто вроде «консультативного пакта», который не определял главного. Больше всего французов беспокоило то, что не были уточнены взаимные обязательства, которые предусматривали бы одновременную мобилизацию и заранее намеченные военные действия. Также в Париже боялись быть вовлечёнными в политику, враждебную Англии
Клемансо был активным участником «дела Дрейфуса», опубликовав не менее 665 статей в его поддержку. Как совладелец и редактор газеты «L’Aurore» («Аврора»), именно он придумал броский заголовок «Я обвиняю» — фр. J’accuse) для письма знаменитого писателя Эмиля Золя, в котором тот обвинил военное министерство в сокрытии фактов и антисемитизме. 6 апреля 1902 года Клемансо был избран сенатором от района Драгиньян, бессменно прослужив до 1920 года. С 1903 года стал главным редактором L’Aurore, в которой начал кампанию по оправданию Дрейфуса; также был членом комиссии по разработке и горячо поддержал Закона о разделении церквей и государства 1905 года, разработанный правительством Луи-Эмиля Комба.
В марте 1906 года министерство Мориса Рувье пало в результате гражданских беспорядков, спровоцированных реализацией закона об отделении церкви от государства и победой радикалов на парламентских выборах во Франции 1906 года. Новое правительство Фердинанда Саррьена назначило Клемансо министром внутренних дел в кабинете министров. На внутреннем уровне Клемансо реформировал французскую полицию и приказал проводить репрессивную политику по отношению к рабочему движению. Он поддержал формирование научной полиции Альфонсом Бертильоном и основал мобильные бригады во главе с Селестеном Хеннионом. Эти отряды получили прозвище Brigades du Tigre («Бригады тигра») в честь Клемансо, получившего прозвище «Тигр».
Забастовка шахтеров в Па-де-Кале после катастрофы на шахте Курьер, в результате которой погибло более тысячи человек, угрожала массовыми беспорядками 1 мая 1906 года. Клемансо приказал военным выступить против забастовщиков и подавил забастовку виноделов в Лангедоке-Руссильоне. Его действия оттолкнули французскую секцию социалистической партии Рабочего интернационала (SFIO), от которой он окончательно откололся в своем примечательном ответе в Палате депутатов Жану Жоресу, лидеру SFIO, в июне 1906 года. Речь Клемансо позиционировала его как сильного человека того времени во французской политике; когда в октябре министерство Саррьена ушло в отставку, Клемансо стал премьер-министром.
После предложения депутата Поля Дюссоссуа ограничить избирательное право женщин на местных выборах, в 1907 году Клемансо опубликовал брошюру, в которой заявил, что если женщинам будет предоставлено право голоса, Франция вернётся в средневековье.
По мере развития восстания виноградарей Лангедока Клемансо сначала отклонил жалобы, а затем отправил войска для поддержания мира в июне 1907 года.
В 1907 и 1908 годах он руководил разработкой нового сердечного соглашения с Великобританией, которое обеспечило Франции успешную роль в европейской политике. Трудности с Германией и критика со стороны Социалистической партии в связи с урегулированием Первого Марокканского кризиса в 1905-06 годах были урегулированы на конференции в Альхесирасе.
Клемансо потерпел поражение 20 июля 1909 года в ходе дискуссии в Палате депутатов о состоянии военно-морского флота, в ходе которой он обменялся горькими словами с Теофилем Делькассе, бывшим президентом Совета, падению которого способствовал Клемансо. Отказавшись отвечать на технические вопросы Делькассе, Клемансо подал в отставку после того, как его предложение о порядке голосования было отклонено. Его сменил на посту премьер-министра Аристид Бриан с реконструированным кабинетом министров.
Между 1909 и 1912 годами Клемансо посвящал свое время путешествиям, конференциям и лечению своей болезни. Он отправился в Южную Америку в 1910 году, посетив Бразилию, Уругвай и Аргентину (где он дошел до Санта-Аны (Тукуман) на северо-западе Аргентины). Там он был поражен влиянием французской культуры и Французской революции на местные элиты.
Он опубликовал первый номер «Journal du Var» 10 апреля 1910 года. Три года спустя, 6 мая 1913 года, он основал в Париже ежедневную газету «L'Homme libre» («Свободный человек»), для которой писал ежедневные передовицы. В этих средствах массовой информации Клемансо все больше внимания уделял внешней политике и осуждал антимилитаризм социалистов. С началом Первой мировой войны газета «L'Homme libre» была переименована в «L’Homme enchaine» («Человек в цепях»). Издавалась в Париже до 1939 года. В октябре 1914 года газета была закрыта на 1 неделю за статью, критиковавшую санитарные учреждения в армии.

## Первое правительство Клемансо (25 октября 1906 — 24 июля 1909)
- Жорж Клемансо — председатель Совета Министров и министр внутренних дел;
- Стефан Пишон — министр иностранных дел;
- Мари-Жорж Пикар — военный министр;
- Жозеф Кайо — министр финансов;
- Рене Вивиани — министр труда и условий социального обеспечения;
- Эдмон Гуё-Дессень — министр юстиции;
- Гастон Томсон — морской министр;
- Аристид Бриан — министр общественного развития, искусств и культов;
- Жозеф Руау — министр сельского хозяйства;
- Рафаэль Милье-Лакруа — министр колоний;
- Луи Барту — министр общественных работ, почт и телеграфов;
- Гастон Думерг — министр торговли и промышленности.

После отставки с поста премьер-министра Клемансо продолжает активную политическую деятельность. С 1910 года он издает газету «L’Homme libre» («Свободный человек»), в которой выступает с позиций французского шовинизма и антигерманизма, критикует антимилитаризм социалистов.

## Клемансо в период Первой мировой войны
С началом Первой мировой войны во Франции в августе 1914 года газета Клемансо была одной из первых, которая была подвергнута цензуре со стороны правительства. Действие было приостановлено с 29 сентября 1914 года по 7 октября. В ответ Клемансо изменил название газеты на L'Homme enchaîné («Закованный в цепи человек») и раскритиковал правительство за непрозрачность и неэффективность, одновременно защищая патриотический священный союз от Германской империи.
Несмотря на цензуру, введенную французским правительством в отношении журналистики Клемансо в начале Первой мировой войны, он по-прежнему обладал значительным политическим влиянием. Как только началась война, Клемансо посоветовал министру внутренних дел Мальви сослаться на Carnet B, список известных и подозреваемых подрывников, которые должны были быть арестованы после мобилизации, чтобы предотвратить крах народной поддержки военных действий. Префект полиции дал тот же совет, но правительство ему не последовало. В конце концов, 80% из 2 501 человека, перечисленных в Carnet B как подрывники, добровольно пошли на службу. Осенью 1914 года Клемансо отказался присоединиться к правительству национального единства в качестве министра юстиции.
Он был яростным критиком французского правительства военного времени, утверждая, что оно делает недостаточно для победы в войне. Его позиция была продиктована желанием вернуть провинцию Эльзас-Лотарингия, и эту точку зрения разделяет общественное мнение. Осень 1917 года ознаменовалась катастрофическим поражением Италии в битве при Капоретто, захватом власти большевиками в России и слухами о том, что бывший премьер-министр Жозеф Кайо и министр внутренних дел Луи Мальви могли быть причастны к государственной измене. Премьер-министр Поль Пенлеве был склонен начать переговоры с Германией. Клемансо утверждал, что даже возвращения Германии Эльзас-Лотарингии и освобождения Бельгии будет недостаточно, чтобы оправдать отказ Франции от своих союзников. Это вынудило Александра Рибо и Аристида Бриана (обоих предыдущих двух премьер-министров, из которых последний был гораздо более влиятельным политиком, к которому обращался немецкий дипломат) публично согласиться с тем, что сепаратного мира не будет. В течение многих лет Клемансо обвиняли в блокировании возможного компромиссного мирного соглашения, но теперь из изучения немецких документов ясно, что у Германии не было серьезного намерения передавать Эльзас-Лотарингию. Известность его оппозиции сделала его самым известным критиком и последним человеком, устоявшим на ногах, когда другие потерпели неудачу. «Messieurs, les Allemands sont toujours à Noyon» (Господа, немцы все еще в Нойоне) писал статью Клемансо бесконечно.

### Второй срок на посту премьер-министра
В ноябре 1917 года, в один из самых мрачных часов для военных действий Франции в Первой мировой войне, Клемансо был назначен на пост премьер-министра. В отличие от своих предшественников, он препятствовал внутренним разногласиям и призывал к миру среди высокопоставленных политиков.

#### 1917: возвращение к власти
Клемансо управлял Военным министерством на улице Сен-Доминик. Почти первым его действием на посту премьер-министра было отстранение генерала Мориса Саррайля от командования Салоникским фронтом. Это было главной темой обсуждения на первом заседании военного комитета 6 декабря, на котором Клемансо заявил: «Саррейль не может там оставаться». Причиной увольнения Саррайля стали его связи с политиками-социалистами Жозефом Кайо и Луи Мальви (в то время подозревавшимися в предательских контактах с немцами)
Позже Черчилль написал, что Клемансо «выглядел как дикое животное, расхаживающее взад-вперед за решеткой» перед «собранием, которое сделало бы все, чтобы не сажать его туда, но, поместив его туда, почувствовало, что должно подчиниться».
Когда Клемансо стал премьер-министром в 1917 году, победа казалась неуловимой. На западном фронте было мало активности, потому что считалось, что атаки должны быть ограниченными до прибытия американской поддержки. В это время Италия занимала оборонительную позицию, Россия практически прекратила боевые действия — и считалось, что они заключат сепаратный мир с Германией (См. Брест-Литовский мирный договор). Дома французскому правительству приходилось иметь дело с растущими демонстрациями против войны, нехваткой ресурсов и воздушными налетами, которые наносили огромный физический ущерб Парижу, а также подрывали моральный дух его граждан. Также считалось, что многие политики втайне хотели мира. Для Клемансо это была сложная ситуация; после многих лет критики других людей во время войны он внезапно оказался в положении верховной власти. Однако он был политически изолирован. У него не было тесных связей ни с какими парламентскими лидерами (особенно после того, как он так безжалостно противостоял им в ходе войны), и поэтому ему приходилось полагаться на себя и свой собственный круг друзей.
Поначалу приход Клемансо к власти мало что значил для людей в окопах. Они думали о нем как о «просто еще одном политике», и ежемесячная оценка морального духа войск показала, что лишь меньшинство нашло утешение в его назначении. Однако постепенно, с течением времени, уверенность, которую он внушал некоторым, начала расти среди всех сражающихся. Их воодушевляли его многочисленные визиты в окопы. Эта уверенность начала распространяться из окопов в тыл, «Мы верили в Клемансо скорее так, как наши предки верили в Жанну д'Арк». После многих лет критики французской армии за ее консерватизм и католицизм Клемансо понадобится помощь, чтобы поладить с военачальниками для выработки разумного стратегического плана. Он назначил генерала Анри Мордака начальником своего военного штаба. Мордак помог внушить доверие и взаимоуважение армии к правительству, что оказалось необходимым для окончательной победы.
Клемансо также был хорошо принят средствами массовой информации, потому что они чувствовали, что Франция нуждается в сильном руководстве. Было широко признано, что на протяжении всей войны он никогда не унывал и не переставал верить, что Франция может добиться полной победы. Однако были скептики, которые полагали, что Клемансо, как и другим лидерам военного времени, недолго пробудет у власти: «Как и все остальные ... Клемансо долго не продержится — ровно столько, чтобы покончить с [войной]».

#### 1918 год: репрессии
По мере ухудшения военной ситуации в начале 1918 года Клемансо продолжал поддерживать политику тотальной войны — «Мы предстаем перед вами с единственной мыслью о тотальной войне» — и политику «la guerre jusqu'au bout» (война до конца). Его речь от 8 марта в защиту этой политики была настолько эффективной, что произвела яркое впечатление на Уинстона Черчилля, который выступал с подобными речами, став премьер-министром Великобритании в 1940 году. Военная политика Клемансо включала обещание победы благодаря справедливости, лояльности к воюющим и немедленному и суровому наказанию за преступления против Франции.
Жозеф Кайо, бывший премьер-министр Франции, не согласился с политикой Клемансо. Он хотел сдаться Германии и договориться о мире, поэтому Клемансо рассматривал Кайо как угрозу национальной безопасности. В отличие от предыдущих министров, Клемансо публично выступил против Кайо. В результате парламентский комитет постановил, что Кайо будет арестован и заключен в тюрьму на три года. Клемансо считал, по словам Жана Ибарнегаре, что преступление Кайо «заключалось в том, что он не верил в победу [и] сделал ставку на поражение своей нации».
Арест Кайо и других поднял вопрос о жестокости Клемансо, который, в свою очередь, утверждал, что единственные полномочия, которые он взял на себя, были необходимы для победы в войне. Многочисленные судебные процессы и аресты вызвали большое общественное волнение. Эти судебные процессы отнюдь не заставили общественность бояться правительства, а внушили доверие, поскольку общественность почувствовала, что впервые за время войны предпринимаются активные действия и ими жестко управляют. Утверждения о том, что «твердое правительство» Клемансо было диктатурой, не нашли особой поддержки. Клемансо по-прежнему нес ответственность перед народом и средствами массовой информации. Он ослабил цензуру в отношении политических взглядов, поскольку считал, что газеты имеют право критиковать политических деятелей: «Право оскорблять членов правительства неприкосновенно».
В 1918 году Клемансо считал, что Франция должна принять четырнадцать пунктов Вудро Вильсона, главным образом из-за его пункта, который призывал к возвращению Эльзас-Лотарингии Франции. Это означало, что победа позволит достичь цели войны, которая имела решающее значение для французской общественности. Однако Клемансо скептически относился к некоторым другим моментам, в том числе к Лиге Наций, поскольку считал, что последняя может добиться успеха только в утопическом обществе.

#### 1918: Весеннее наступление Германии
21 марта 1918 года немцы начали свое великое весеннее наступление. Союзники были застигнуты врасплох, и в британских и французских рядах образовалась брешь, которая рисковала передать доступ к Парижу немцам. Это поражение укрепило веру Клемансо и других союзников в то, что скоординированное, единое командование было лучшим вариантом. Было решено, что Фердинанд Фош будет назначен «генералиссимусом».
Немецкая линия продолжала наступать, и Клемансо считал, что нельзя исключать падения Парижа. В обществе возникло мнение, что если «Тигр», а также Фош и Филипп Петен останутся у власти еще хотя бы на неделю, Франция будет потеряна, и что правительство во главе с Аристидом Брианом будет выгодно Франции, потому что он заключит мир с Германией на выгодных условиях. Клемансо категорически воспротивился этим мнениям и произнес вдохновляющую речь в Палате депутатов; впоследствии палата выразила ему доверие 377 голосами против 110.
Когда контрнаступления союзников начали оттеснять немцев назад, стало ясно, что немцы больше не смогут выиграть войну. Хотя они все еще оккупировали обширную территорию Франции, у них не было достаточных ресурсов и живой силы для продолжения своего наступления. Поскольку союзные Германии страны начали просить о перемирии, было очевидно, что Германия вскоре последует их примеру. 11 ноября 1918 года было подписано перемирие с Германией. Клемансо обнимали на улицах и привлекли множество восхищенных толп.
Парижская мирная конференция
В 1919—1920 годах Клемансо председательствует на Парижской мирной конференции. В ходе работы этой конференции он добивается принятия решений, направленных на политическое и экономическое ослабление Германии (демилитаризация Рейнской области, высокие репарации, передача угольных шахт в ряде регионов Германии под контроль Франции для компенсации материальных потерь Франции в годы войны и т. д.). Вместе с премьер-министром Великобритании Ллойд-Джорджем, президентом США Вудро Вильсоном и премьер-министром Италии Витторио Орландо Клемансо составлял так называемый «Совет четырёх» — неофициальную группу глав наиболее влиятельных государств-участников конференции, ставших основными архитекторами заключённого вскоре Версальского мира 1919 года и других договоров, лёгших в основу Версальской системы.
Внутренняя политика
Последнее пребывание Клемансо на посту премьер-министра стало свидетелем реализации различных реформ, направленных на регулирование продолжительности рабочего времени. В апреле 1919 года был принят общий закон о восьмичасовом рабочем дне, вносящий поправки в Трудовой кодекс Франции, а в июне того же года в действующее законодательство, касающееся продолжительности рабочего дня в горнодобывающей промышленности, были внесены поправки, распространившие восьмичасовой рабочий день на все классы работников, «независимо от того, заняты ли они под землей или на поверхности». Согласно предыдущему закону от декабря 1913 года, восьмичасовой лимит применялся только к рабочим, занятым под землей. В августе 1919 года аналогичный лимит был введен для всех, кто занят на французских судах. Другой закон, принятый в 1919 году (который вступил в силу в октябре 1920 года), запрещал работу в пекарнях с 10 часов вечера до 4 часов утра. Декрет от мая 1919 года ввел восьмичасовой рабочий день для работников трамваев, железных дорог и внутренних водных путей, а второго июня 1919 года распространил это положение на государственные железные дороги. В апреле 1919 года был утверждён закон, разрешающий восьмичасовой рабочий день и шестидневную рабочую неделю, хотя работники фермы были исключены из этого закона.
19 февраля 1919 года, когда Клемансо выходил из своей квартиры, мужчина произвел несколько выстрелов по машине. Нападавший на Клемансо, анархист Émile Cottin Его чуть не линчевали. Помощник Клемансо нашел его бледным, но в сознании. «Они выстрелили мне в спину», — сказал ему Клемансо, — «Они даже не осмелились напасть на меня спереди». Одна пуля попала Клемансо между рёбер, просто не задев жизненно важные органы. Слишком опасная для удаления пуля оставалась с ним до конца его жизни.
Клемансо часто шутил по поводу плохой меткости «ассасина»: «Мы только что выиграли самую ужасную войну в истории, и все же вот француз, который промахивается в цель шесть раз из семи в упор. Конечно, этот парень должен быть наказан за неосторожное использование опасного оружия и плохую меткость. Я предлагаю посадить его за решетку на восемь лет с интенсивными тренировками в тире».
В 1920 году Клемансо потерпел поражение в борьбе за президентский пост и оставил политическую деятельность.
Состав кабинета Клемансо в 1917 году:
- Жорж Клемансо — председатель Совета Министров и военный министр;
- Стефан Пишон — министр иностранных дел;
- Луи Люшё — министр вооружения и военного производства;
- Жюль Пам — министр внутренних дел;
- Луи Люсьен Клоц — министр финансов;
- Пьер Кольяр — министр труда и условий социального обеспечения;
- Луи Наиль — министр юстиции;
- Жорж Лейг — морской министр;
- Луи Лафферр — министр общественного развития и искусств;
- Виктор Боре — министр сельского хозяйства и поставок;
- Анри Симон — министр колоний;
- Альбер Клавей — министр общественных работ и транспорта;
- Этьен Клементель — министр торговли, промышленности, морского транспорта, торгового флота, почт и телеграфов;
- Шарль Жоннар — министр освобожденных областей и блокады.

## В искусстве
- Жорж Клемансо является одним из основных действующих героев в эпатажной пьесе В. В. Маяковского «Мистерия-Буфф».
- Очерк «Клемансо» Марка Алданова опубликован в журнале «Современные записки» (1921. № 5).
- Является одним из основных действующих лиц в рассказе «Вечерний спутник» Г. И. Газданова.
- В советском художественном фильме «Незабываемый 1919 год» режиссёра Михаила Чиаурели, вышедшем на экран в 1952 году роль Жоржа Клемансо сыграл Гнат Юра
- В 2012 году во Франции снят художественный фильм «Клемансо». Режиссёр — Оливье Гиньяр (фр. Olivier Guignard). В роли Клемансо — Дидье Безак (фр. Didier Bezace).
- В 2023 году во Франции снят художественный фильм «Клемансо, сила любви». Режиссёр — Лоррена Леви (фр. Lorraine Lévy). В роли Клемансо — Пьер Ардити (фр. Pierre Arditi).